# Tony James
Anthony Eric "Tony" James (Inglaterra, 12 de abril de 1958) es un músico británico de rock, conocido por haber sido el bajista de las bandas punk Generation X y Sigue Sigue Sputnik, además de haber colaborado con la banda de rock gótico The Sisters of Mercy.

## Biografía

### Década de los '70
James comenzó su carrera como miembro de la banda London SS junto a Brian James (luego miembro de The Damned) y Mick Jones (luego de The Clash). Después su participación en London SS James se unió a Chelsea donde fue compañero de Billy Idol y Gene October. Sin embargo, su paso por la banda fue nuevamente breve ya que en 1976 formó junto a Idol Generation X, una de las bandas más populares de la primera ola del punk en Gran Bretaña.

### Década de los '80
Durante los '80, James produciría algunos discos de varios grupos, como el caso de Song and Legend, el primer álbum de la banda gótica Sex Gang Children. Entre 1982 y 1984 fue parte de la banda punk London Cowboys, junto a Glen Matlock, Terry Chimes y Johnny Thunders, con quienes grabó un álbum completo, aunque editado casi veinte años después.
En 1984 James formó con Martin Degville una banda de glam punk llamada Sigue Sigue Sputnik, que tuvo un éxito moderado. Pocos años después, en 1990, Tony James se unió a The Sisters of Mercy con la cual tocó en el álbum Vision Thing y en la gira posterior. No obstante, al año siguiente dejó el grupo descontento con su rol secundario.

### Década del '90 hasta hoy
Durante los '90, Jmes realizaría breves reuniones con Sigue Sigue Sputnik.
En 2003 James se unió nuevamente con Mick Jones para formar Carbon/Silicon, un grupo musical que no comercializa sus álbumes sino que los sube a su web para compartirlos gratuitamente.

## Discografía

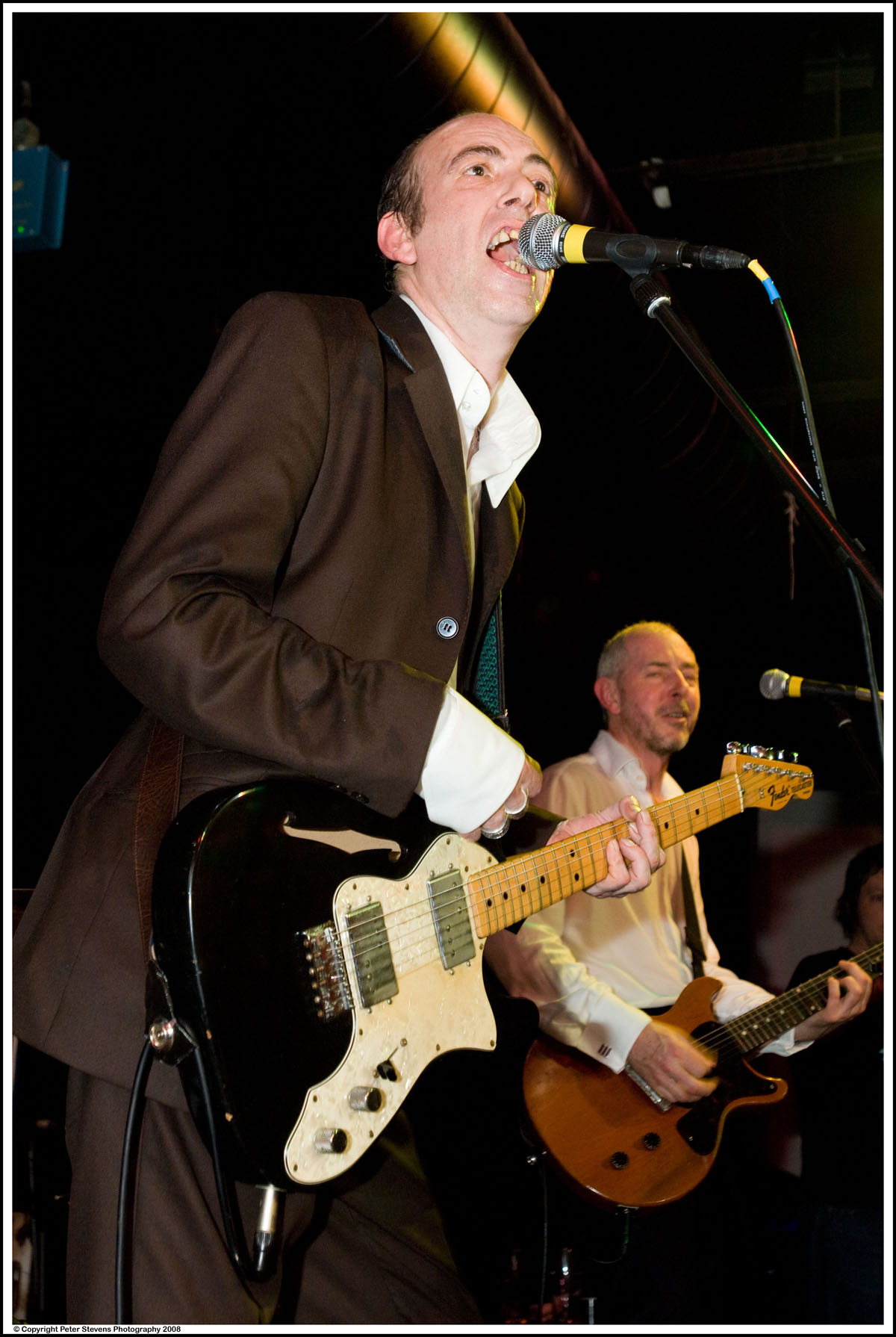
Mick Jones tocando con James en el Carbon Casino VI

### Con Generation X
- Generation X (1978)
- Valley of the Dolls (1979)
- Sweet Revenge (1979, inédito hasta 1998)
- Kiss Me Deadly (publicado como "Gen X.") (1981)

### Con Sigue Sigue Sputnik
- Flaunt It (1986)
- Dress for Excess (1988)
- Piratespace (2001)
- Blak Elvis vs. The Kings of Electronic Rock and Roll (2002)
- Ultra Real (2003)

### Con The Sisters of Mercy
- Vision Thing (1990)

### Con London Cowboys
- Wow! Wow! Oui!! Oui!! (2001)
- Relapse  (2008)